# Speyeria
Speyeria är ett släkte av fjärilar. Speyeria ingår i familjen praktfjärilar.

## Bildgalleri

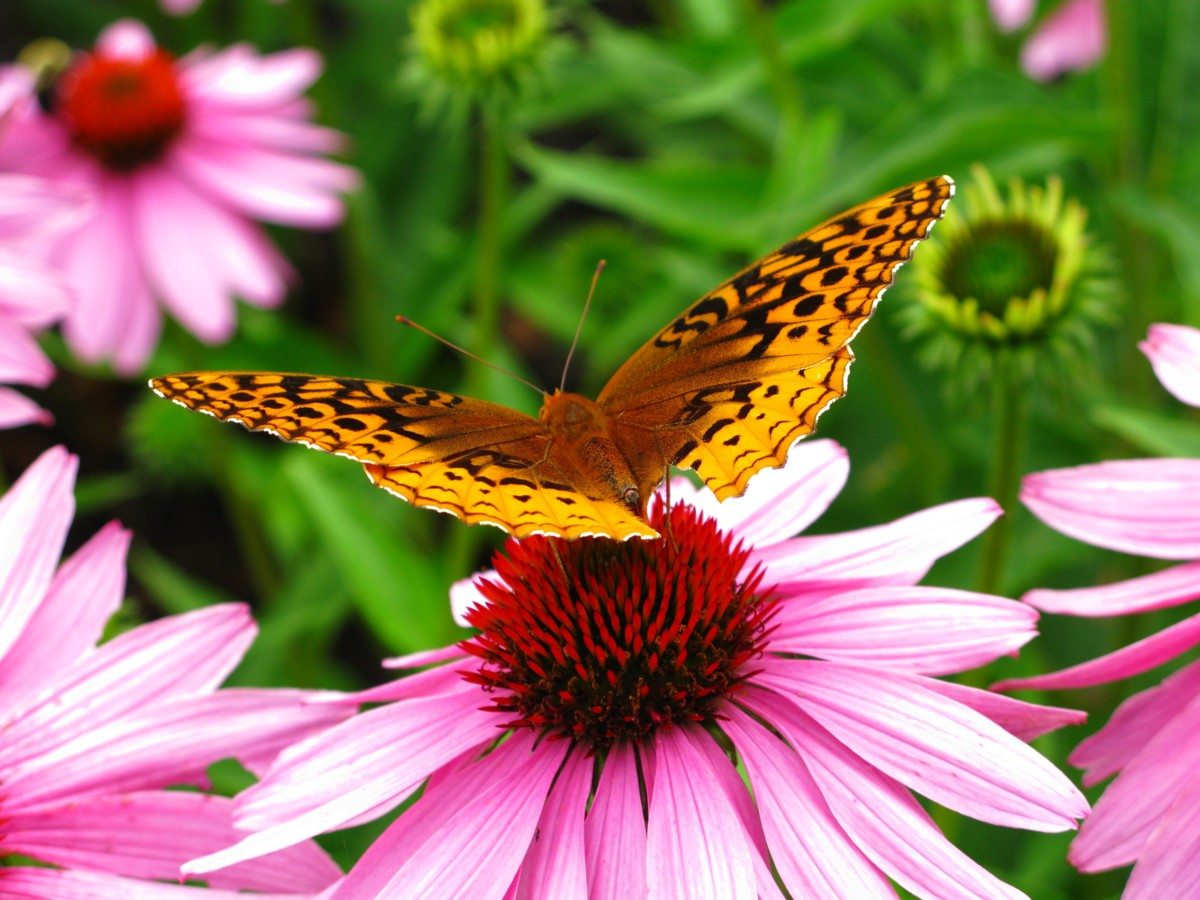
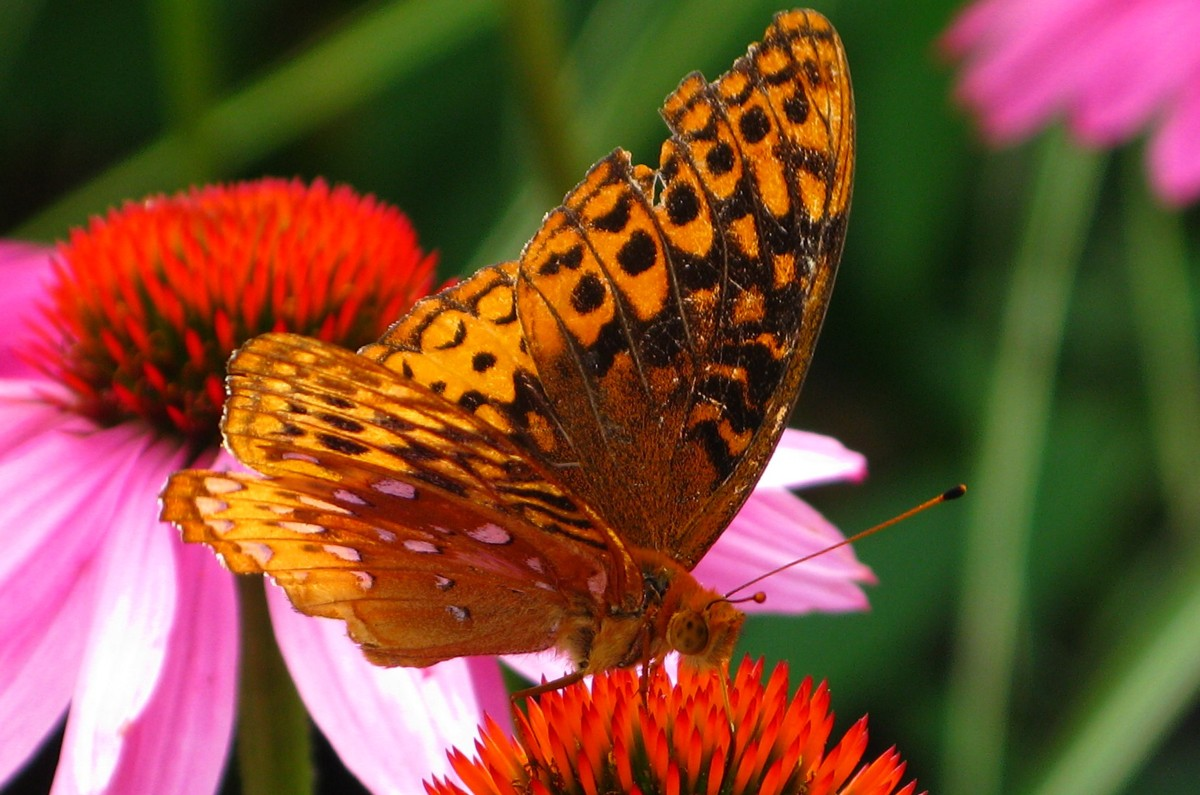
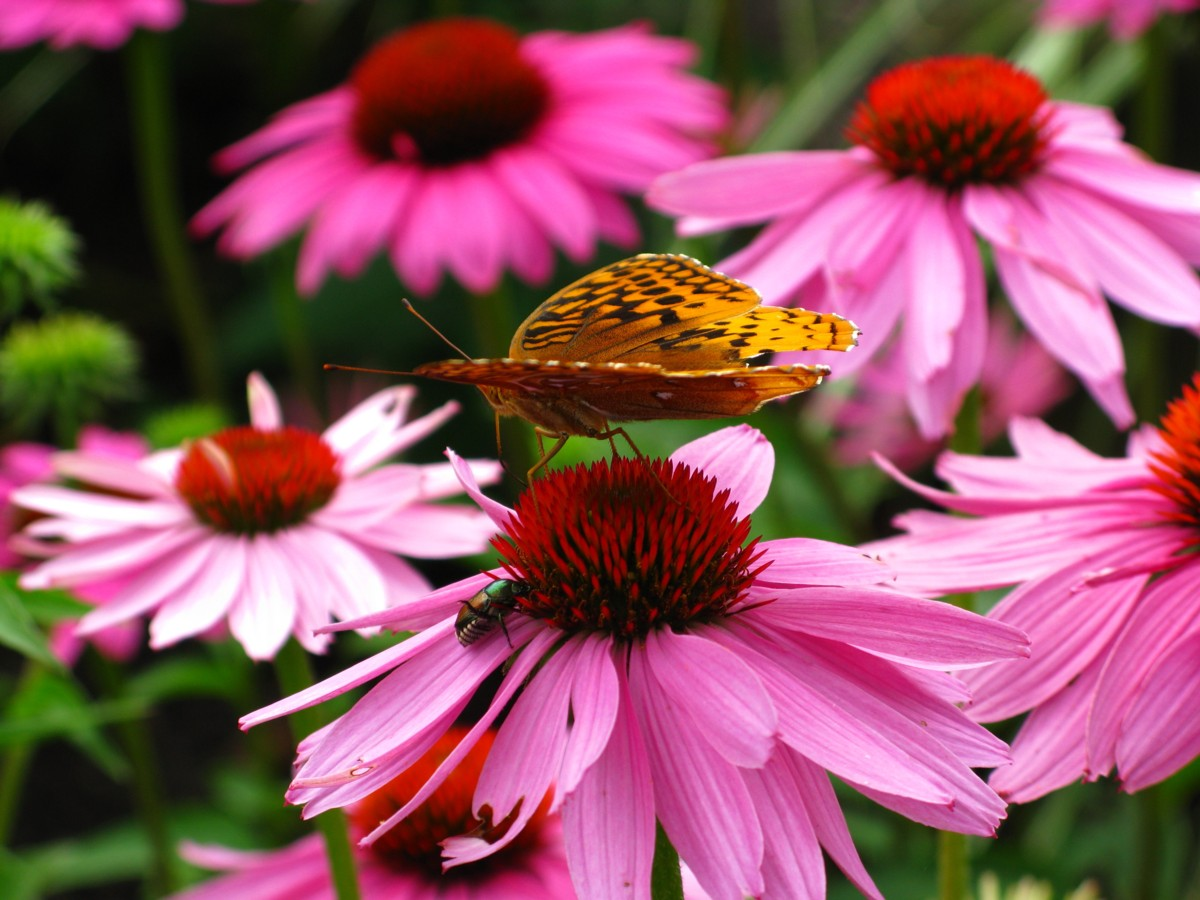
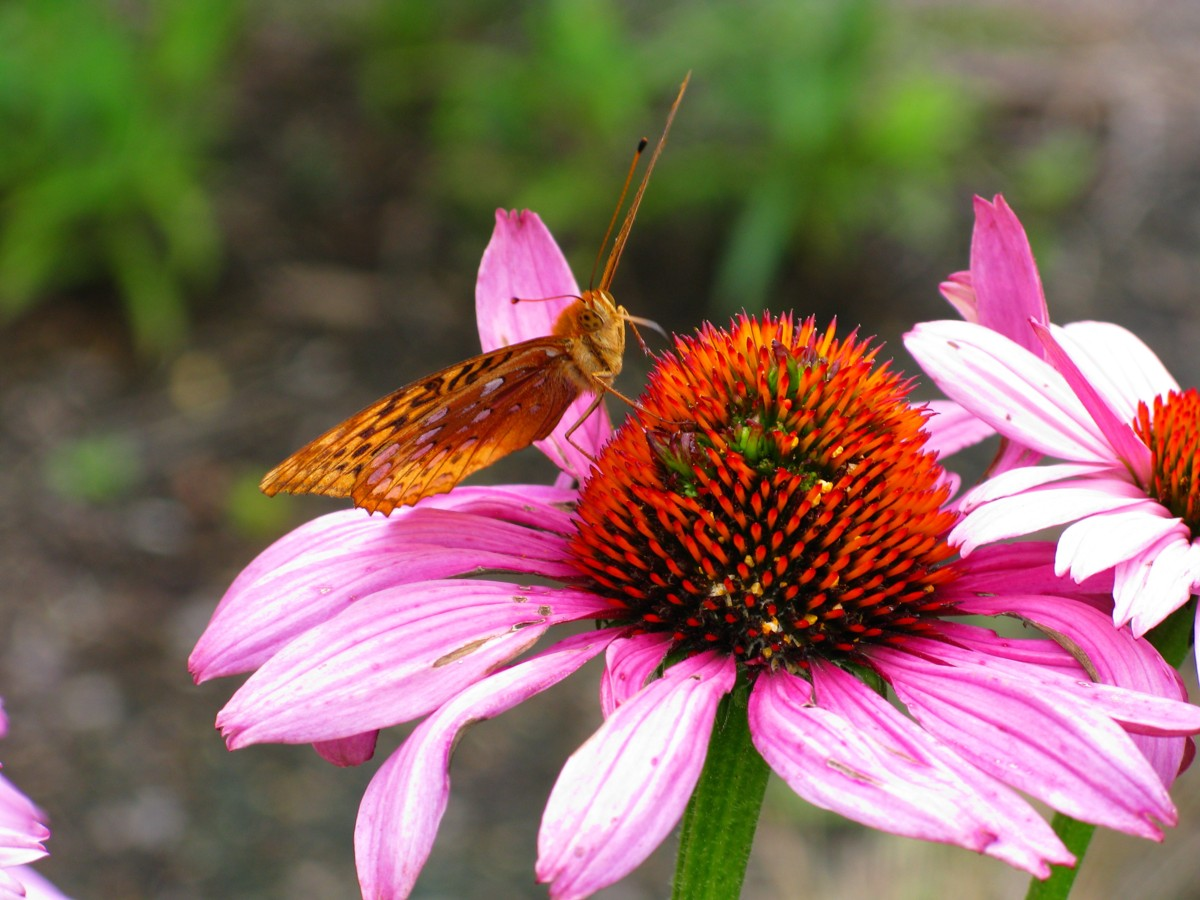
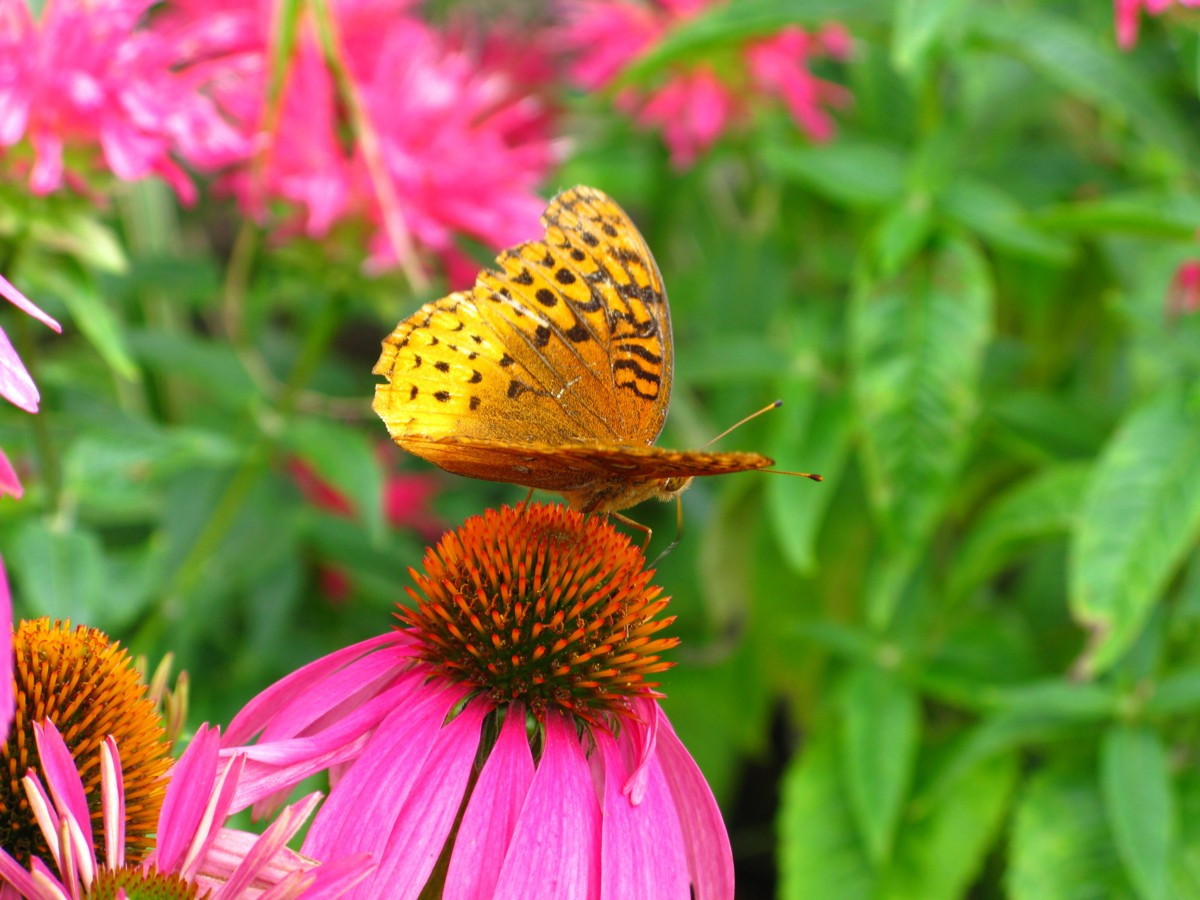
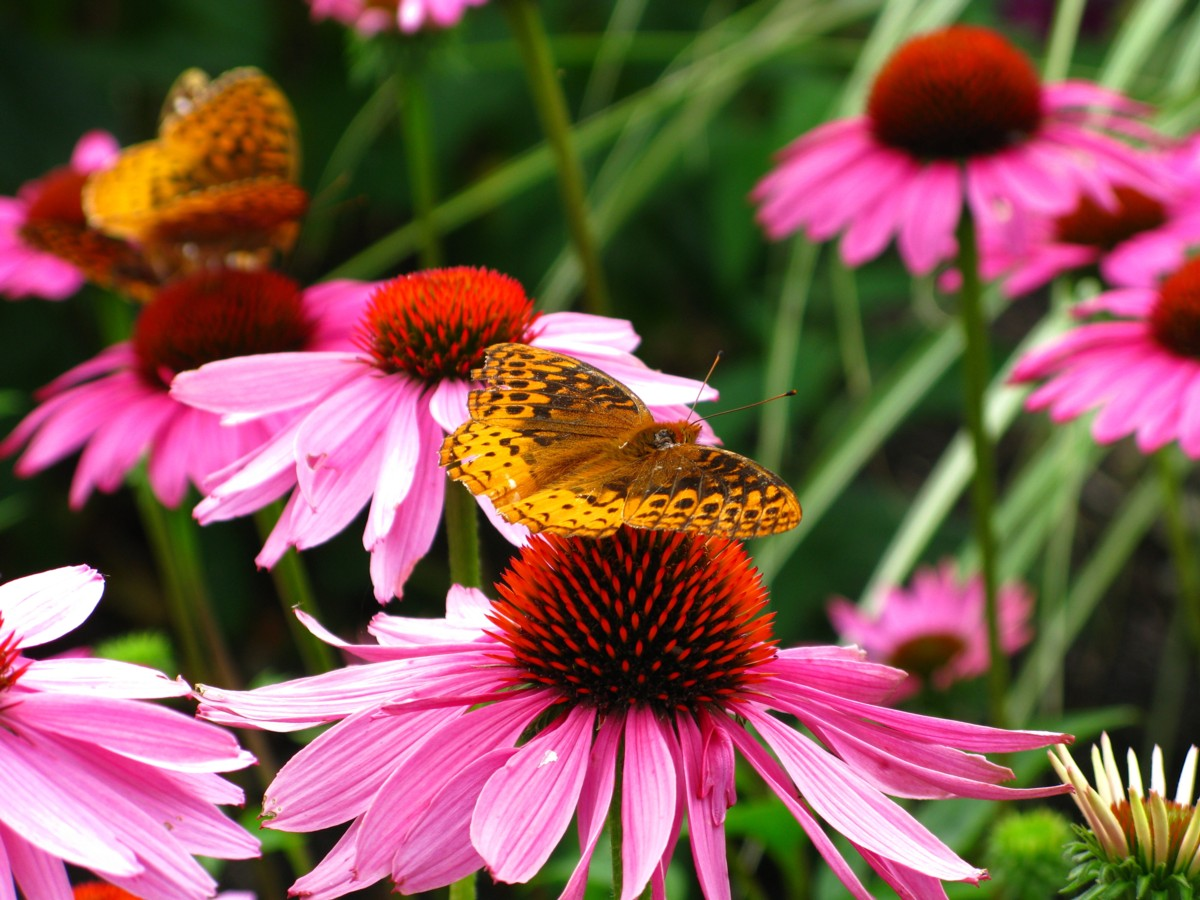

## Dottertaxa tillSpeyeria, i alfabetisk ordning[1]
- Speyeria adiante
- Speyeria adiaste
- Speyeria albrighti
- Speyeria alcestis
- Speyeria apacheana
- Speyeria aphrodite
- Speyeria arge
- Speyeria arizonensis
- Speyeria artonis
- Speyeria ashtaroth
- Speyeria astarte
- Speyeria atlantis
- Speyeria atossa
- Speyeria baal
- Speyeria bakeri
- Speyeria baroni
- Speyeria bartschi
- Speyeria beani
- Speyeria behrensii
- Speyeria benjamini
- Speyeria bernardensis
- Speyeria bischoffi
- Speyeria boharti
- Speyeria bremnerii
- Speyeria brucei
- Speyeria byblis
- Speyeria caerulescens
- Speyeria calgariana
- Speyeria californica
- Speyeria caliginosa
- Speyeria callippe
- Speyeria canadensis
- Speyeria carolae
- Speyeria carpenterii
- Speyeria charlottii
- Speyeria chemo
- Speyeria chinoi
- Speyeria chitone
- Speyeria clemencei
- Speyeria clio
- Speyeria colombia
- Speyeria comstocki
- Speyeria conchyliatus
- Speyeria conquista
- Speyeria cornelia
- Speyeria coronis
- Speyeria cottlei
- Speyeria creelmani
- Speyeria cunninghami
- Speyeria cybele
- Speyeria cynna
- Speyeria cypris
- Speyeria daphnis
- Speyeria dennisi
- Speyeria diana
- Speyeria dodgei
- Speyeria dolli
- Speyeria dorothea
- Speyeria edonis
- Speyeria edwardsii
- Speyeria egleis
- Speyeria elaine
- Speyeria electa
- Speyeria erinna
- Speyeria eris
- Speyeria ethne
- Speyeria eurynome
- Speyeria fieldi
- Speyeria gallatini
- Speyeria garretti
- Speyeria gerhardi
- Speyeria gloriosa
- Speyeria gregsoni
- Speyeria greyi
- Speyeria gunderi
- Speyeria halcyone
- Speyeria harmonia
- Speyeria helena
- Speyeria hennei
- Speyeria hermosa
- Speyeria hesperis
- Speyeria hippolyta
- Speyeria hollandi
- Speyeria hutchinsi
- Speyeria hydaspe
- Speyeria idalia
- Speyeria igeli
- Speyeria infumata
- Speyeria inornata
- Speyeria irene
- Speyeria jesmondensis
- Speyeria juba
- Speyeria krautwurmi
- Speyeria lais
- Speyeria laura
- Speyeria laurina
- Speyeria lethe
- Speyeria letis
- Speyeria leto
- Speyeria letona
- Speyeria liliana
- Speyeria linda
- Speyeria lurana
- Speyeria luski
- Speyeria macaria
- Speyeria macdunnoughi
- Speyeria malcolmi
- Speyeria mammothi
- Speyeria manitoba
- Speyeria mayae
- Speyeria meadii
- Speyeria minor
- Speyeria montana
- Speyeria monticola
- Speyeria montivaga
- Speyeria mormonia
- Speyeria myrtleae
- Speyeria nausicaa
- Speyeria nevadensis
- Speyeria nigrocaerulea
- Speyeria nikias
- Speyeria nitocris
- Speyeria nokomis
- Speyeria novascotiae
- Speyeria opis
- Speyeria oweni
- Speyeria pallida
- Speyeria pfoutsi
- Speyeria picta
- Speyeria platina
- Speyeria pseudocarpenteri
- Speyeria pugetensis
- Speyeria purpurascens
- Speyeria ranierensis
- Speyeria rhodope
- Speyeria rubyensis
- Speyeria rufescens
- Speyeria rupestris
- Speyeria sakuntala
- Speyeria schellbachi
- Speyeria secreta
- Speyeria semiramis
- Speyeria semivirida
- Speyeria shastaensis
- Speyeria sierra
- Speyeria simaetha
- Speyeria sineargentatus
- Speyeria sinope
- Speyeria skinneri
- Speyeria snyderi
- Speyeria sordida
- Speyeria suffusa
- Speyeria tehachapina
- Speyeria tejonica
- Speyeria tetonia
- Speyeria toiyabe
- Speyeria utahensis
- Speyeria valesinoalba
- Speyeria valesinoidesalba
- Speyeria wasatchia
- Speyeria washingtonia
- Speyeria wenona
- Speyeria whitehousei
- Speyeria winni
- Speyeria viola
- Speyeria viridicornis
- Speyeria wrighti
- Speyeria zerene